# Capocrimine
Quello di capocrimine è un ruolo apicale della 'ndrangheta che ha il compito di decidere in merito alla risoluzione di fatti di sangue tra più locali o 'ndrine o che vanno al di là dell'organizzazione 'ndranghetistica.
Il nome si rifà alla carica della società maggiore: crimine (da non confondere con la struttura organizzativa apicale omonima di 'ndrangheta) che si trova nei locali e che chi riveste è incaricato di gestire le armi del locale, nonché l'organizzazione di omicidi, per le singole 'ndrine e gruppi meno numerosi questa carica è ricoperta direttamente dal capobastone.

## Attività
Il capocrimine è colui che ha il ruolo di pacificatore in caso di faide tra i locali e le 'ndrine nonché, in caso non vi sia possibilità di sancire l'apertura della faida.
Il capocrimine decide in maniera collegiale insieme ai più importanti crimini della 'ndrangheta: il crimine di Africo, Cirò Marina, Gioiosa Jonica, Platì, Rosarno e Sinopoli chi ha l'ultima possibilità di decidere dell'omicidio nei confronti di un affiliato, di un membro di Cosa Nostra, della Camorra o della Sacra Corona Unita e di appartenenti alle forze dell'ordine e della magistratura.

## Elezione
Il capocrimine viene eletto durante una riunione al Santuario di Polsi a San Luca (RC) da tutti i crimini dei locali di 'ndrangheta.
La carica è ad vitam e attualmente (2008) mantenuta da Domenico Oppedisano un esponente 'ndranghitu ('ndranghetista) di San Luca.